# 美國保守主義
美國保守主義（英語：Conservatism in the United States）是美國重要的政治哲学、社会哲学，其特徵包括尊重美國傳統、支持共和主义、古典自由主义、限制联邦政府权力、提倡州权、小政府。在美国，保守派媒体、基督教媒体及保守主义者在政治中占有一席之地，两大党之一的共和党的主流意识形态亦为保守主义。
在社会议题上，美国保守派一般支持基督教价值观、道德绝对主义、传统家庭观、美國例外論和个人主义，反对堕胎和反對同性婚姻。在经济议题上，美国保守派一般亲资本、亲商业、反工会。在国家议题上，美国保守派一般支持强化國家安全、支持持枪权和自由貿易，保護西方文化免受共产主义和道德相对主义的威胁。相较温和派和自由派而言，保守派不太信任科学，尤其不信任医学、气候学和演化，而倾向于相信創造論。
歷史學家認為1790年代以來，保守主義傳統在美國政治和文化中扮演重要作用。然而有組織的保守主義運動在政治中扮演關鍵作用則是1950年代之後的事情。

## 概述
美国保守主义史中包含着许多冲突和彼此间竞争的意识形态。財政保守主義者和自由意志保守主義者拥护资本主义、个人主义、小政府和自由放任，因此支持减税、自由市場、去监管化、私有化、削减政府开支和政府债务。
社会保守主义者认为植根于宗教的传统社会价值观受到世俗主义和道德相对主义威胁。他们倾向于支持学校内的祷告活动和基督教学校内的學券制；反对堕胎、同性婚姻和跨性别者权利
新保守主義者想要将他们心目中的美国理念扩展到全世界，旧保守主义者则支持限制移民、不干预政策，反多元文化。除一些自由意志保守主义者外，大多数保守主义者支持单边外交政策，以及维持一支强大的军队。包括自由意志保守主义者在内，大多数保守主义者支持持枪权，并援引美國憲法第二修正案为论据。20世纪50年代以来的保守主义运动试图将这些不同的派别聚集在一起，强调保守主义者需要团结起来，阻止“无神共产主义”蔓延。
美国保守主义者一般认为在保守主义价值观内的个人自由是民主的基石，他们通常认为联邦政府的权利和各州的权利之间应存在某种平衡。除了一些右派自由意志主義之外，美国保守主义者倾向于在他们认为属于政府合法管辖范围的领域采取强有力的行动，特别是国防和执法方面。包含许多宗教人士在内的美国社会保守主义者们常会反对堕胎、民事結合及同性婚姻，支持学校内的基督教祷告活动和政府资助私立教会学校。
雖然以伊隆·馬斯克為代表的不少資本主義者的立場有着自由意志主義色彩，但是由於他們反對過於激進地改變社會風氣，因此他們有時仍會被視為保守主義者，他們所屬的分支被稱為正統保守主義。

## 外部連結
- "The Origins of the Modern American Conservative Movement," （页面存档备份，存于） Heritage Foundation.
- "Conservative Predominance in the U.S.: A Moment or an Era?", 21 experts from the U.S. and abroad, ponder the future of conservatism.
- Dictionary of the History of Ideas: Conservatism at the University of Virginia.
- "Comparative Decades: Conservatism in the 1920s and 1980s" Lesson plans
- Mark Riebling, "Prospectus for a Critique of Conservative Reason."
- Paul Gottfried, "How Russell Kirk (And The Right) Went Wrong"
- A History of Conservative Movements – slideshow by Newsweek
- How Corporate America Invented Christian America （页面存档备份，存于）. Kevin M. Kruse for Politico. April 16, 2015.